# ريبيكا فنسنت
ريبيكا فنسنت (بالإنجليزية: Rebecca Vincent)‏ هي ناشطة حقوق الإنسان أمريكية، ولدت في 1983.